# 30328 Emilyspencer
30328 Emilyspencer este un asteroid din centura principală de asteroizi.

## Descriere
30328 Emilyspencer este un asteroid din centura principală de asteroizi. A fost descoperit pe 7 mai 2000 la Socorro, New Mexico, în cadrul proiectului LINEAR. Asteroidul prezintă o orbită caracterizată de o semiaxă mare de 2,31 ua, o excentricitate de 0,12 și o înclinație de 9,4° în raport cu ecliptica.